# Окампо, Мельчор
Мельчо́р Ока́мпо (исп. José Telésforo Juan Nepomuceno Melchor de la Santísima Trinidad Ocampo Tapia, 5 января 1814, Мараватио, Мичоакан, Мексика — 3 июня 1861, Тепехи-дель-Рио-де-Окампо, Идальго, Мексика) — мексиканский юрист, учёный и политик.

## Общие сведения
Родился в центральной части Мексики в небольшом городке Мараватио, штат Мичоакан. В детстве был подброшен у ворот асьенды богатой женщины, Доньи Франсиски Ксавьера Тапиа, которая вырастила его как собственного сына и завещала ему свое имущество. Учился в римско-католической семинарии города Морелия (штат Мичоакан), а затем на юридическом факультете Папского университета в Мехико. Работал в юридической фирме с 1833 года.
Путешествуя по Франции в 1840 году оказался под влиянием либеральных и антиклерикальных доктрин французского Просвещения. Позже он вернулся в Мичоакан для работы на своей ферме и посвятил себя юридической практике и научным исследованиям в области каталогизации флоры и фауны региона и изучения языков коренных народов.

Его сборник научных работ был одним из лучших в Мексике.

## Политика
Окампо был избран в Палату депутатов в 1842 году. В 1844 году Мануэль Гомес Педраса стал президентом Мексики и назначил Окампо губернатором штата Мичоакан во время вторжения США (1846—1848 гг.). Он был губернатором-активистом, реорганизовывал государственную казну, строил дороги, предлагал основать школы и улучшал условия национальной гвардии в Мичоакане. Во время мексиканско-американской войны он набирал войска без призыва и повышения налогов, а исключительно путем убеждения. Был ярым противником договора Гуадалупе-Идальго, положившего конец мексикано-американской войне. Губернатором назначен Окампо Сантос Деголладо, ректор Коллегии Сан-Николас-де-Идальго, где служил революционер Мигель Идальго-и-Костилья до своего изгнания в деревню Долорес. Позже Деголладо был убит в поисках убийц своего покровителя Окампо.
Стал главой государственного Казначейства в 1850 году. Один из его проектов был настолько противоречивым, что вызвал острый конфликт между консерваторами и либералами, и президент страны Л. Санта-Анны вынудил его эмигрировать сперва на Кубу, а затем в Новый Орлеан, где М. Окампо встретил Бенито Хуареса и других противников режима.
Убеждения Окампо были яростно антиклерикальными и бросили вызов власти Римско-католической церкви в Мексике. Он рассматривал церковь как высасывающую богатство у коренных жителей с высокими канцелярскими сборами за церковные службы и препятствующую прогрессу. Он указал на высокие церковные гонорары за церковные службы и распространение праздников, которые поощряли праздность и пьянство. Они давали доход местным священникам, а также еще больше разоряли коренных жителей, которые покупали свечи, благовония и фейерверки. Канцелярские сборы за христианские таинства означали, что рождение, брак и смерть приносили доход священникам, которые взимали плату за крещение, святое бракосочетание и погребение. Яркая история, которую он рассказал об этой практике, касалась крестьянина, который не мог позволить себе плату за погребение своего сына и просил о бесплатном погребении. Священник отказался, заявив, что «это то, чем он жил». Бедняк спросил: «Сэр, что мне делать с моим мертвым сыном?» И священник ответил ему: «Посоли его и съешь его». Церковь несла ответственность за образование в Мексике, и, как и другие аспекты роли церкви в Мексике, доступ был основан на платежеспособности. Окампо выступал за бесплатное, общественное, светское образование в Мексике. Он считал, что образование должно быть основано на основных постулатах либерализма, демократии, уважения и терпимости к различным верованиям, равенства перед законом, ликвидации привилегий и верховенства гражданской власти. Многие из этих идей впоследствии были закреплены в законах о реформе и в либеральной конституции 1857 года.
Он начал опубликованные полемические дебаты со священником или группой священников в Мичоакане о реформе канцелярских сборов. Историк Энрике Краузе предполагает, что священником, вероятно, был Клементе де Хесус Мунгиа, епископ Морелии, столицы штата. Впоследствии Окампо был свергнут с поста губернатора и был вынужден бежать из страны президентом Антонио Лопесом де Санта-Анна, найдя убежище сначала на Кубе, а затем в американском городе Новый Орлеан, штат Луизиана. В Новом Орлеане он встретил группу либеральных изгнанников, в том числе Бенито Хуареса. Окампо начал публиковать брошюры, призывающие к политическим переменам в Мексике. Он вернулся в Мексику в 1855 году после успешного изгнания Санта-Анны в соответствии с  планом Аютла (1855), нацеленного на свержение диктатора Санта-Анны и приведение к власти генерала Хуана Альвареса, имевшего либеральные взгляды. После победы Альвареса Окампо некоторое время служил в своем кабинете в качестве министра иностранных дел, но когда Альварес ушел в отставку и президентом стал Игнасио Комонфорт, Окампо вернулся в Мичоакан. Затем он был избран в Конституционный Конвент, разработавший либеральную Конституцию 1857 года, которая включала строгие положения об отделении церкви от государства.
Во время правления Б. Хуареса назначался руководителем нескольких министерств (в частности, министерства иностранных дел (январь 1858 — август 1859, декабрь 1859 — январь 1860, октябрь 1860 — январь 1861), министерства внутренних дел (январь—февраль 1858 и май 1858 — июль 1859), министерства экономики (июнь 1858 — февраль 1859 и июнь-декабрь 1859), казначейства и обороны).

В третий раз возглавлял штат Мичоакан.
Был одним из авторов и инициаторов принятия законов об отделении церкви от государства. Участвовал в разработке новых либеральных гражданских законов (в частности, о государственной регистрации браков), которые положительно повлияли на экономическое развитие страны и в конечном итоге привели к реформированию Конституции 1857 года. Окампо оказался втянутым в ожесточенный спор о применении Закона Лердо, который призывал к продаже собственности корпораций, то есть Римско-католической церкви и местных общин, который был направлен на подрыв экономической мощи церкви и создание йоменского крестьянства, мелких землевладельцев. Окампо заявил, что закон контрпродуктивен, укрепляя власть церкви и препятствуя приобретению земли людьми со скромным достатком.
Был одним из основных разработчиков "Договора Маклейна-Окампо" о праве США на транзит военных и торговых грузов через мексиканскую территорию на неограниченный срок (через три зоны территории Мексики: перешеек Теуантепек; коридор, идущий от Гуаймаса (штат Сонора), до Ногалеса (штат Аризона); и второй трансокеанский маршрут из Масатлана (штат Синалоа, на Тихом океане в Браунсвилл (штат Техас), в Мексиканском заливе)) в обмен на признание правительства Б. Хуареса и 4 млн долларов, половина из которых предназначалась для компенсации понесённого гражданами США ущерба от войны с Мексикой (1859 год). Договор не был ратифицирован конгрессом США.
Считался сторонником демократии, основанной на воле большинства, религиозной терпимости, равенства всех перед Законом, укрепления гражданской власти и борьбы с привилегиями.
30 мая 1861 года сторонники консерваторов задержали его на ферме в Мараватио, перевезли в Тепехи-дель-Рио (штат Идальго), где передали в руки военных лидеров консерваторов генералов Л. Маркеса и Ф. Сулоаги.

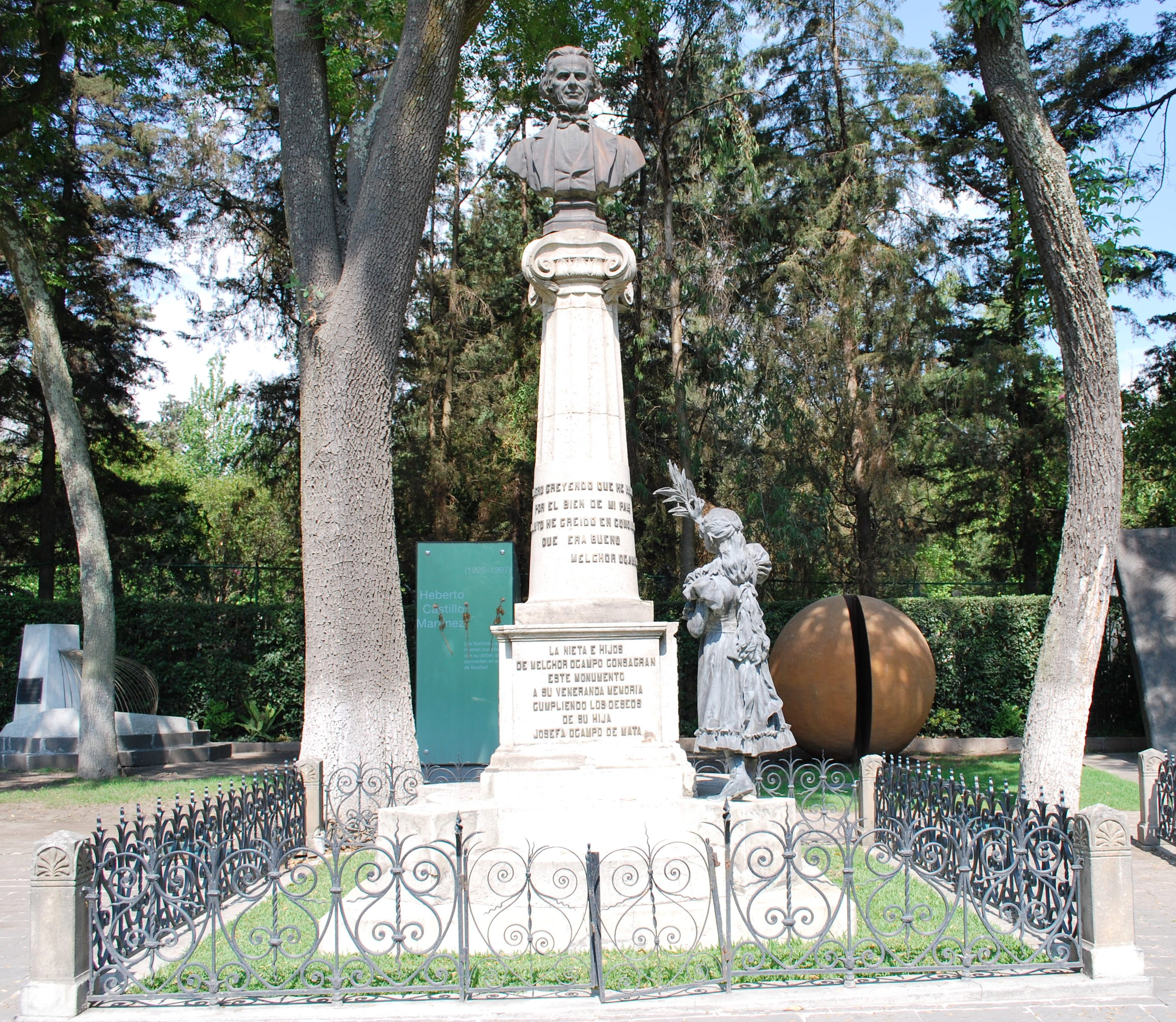
Могила М. Окампо в Ротонде выдающихся деятелей Мексики

По приказу Л. Маркеса 3 июня М. Окампо был расстрелян, а его труп повешен на дереве. 5 июня был похоронен в Мехико. В 1897 году его останки были перенесены в Ротонду выдающихся деятелей Мексики. Согласно завещанию дочь передала его сердце в национальный колледж Сан-Николас в городе Морелия, где оно хранится (в специальной урне в растворе формальдегида).
В его честь были переименованы несколько населённых пунктов страны, а родной штат был переименован в Мичоакан-де-Окампо. Его имя высечено золотыми буквами (бронзой с позолотой) на Стене почёта в зале заседаний Палаты депутатов мексиканского Конгресса.